# Лексика румунської мови
Лексика румунської мови є предметом інтересу для багатьох романістів, бо вона має різноманітніше походження в порівнянні з західнороманськими мовами як наслідок периферійного розвитку східнороманського ареалу, оточеного зонами мов інших родин, що чинили на неї великий вплив.
Останнім часом румунська мову стала активно запозичувати лексику з англійської мови.

## Народна латина
Незважаючи на переважно латинське походження румунської, лише близько 30,33 % лексем сучасного румунського словника збереглися в мові з часів Старої Романії.

### Фонетика
Румунський звуковий образ, водночас, змінився настільки сильно, що не завжди етимологію слів можна легко встановити. Часто для цього слід зіставляти звукові закони декількох романських мов: şa («сідло») < лат. sella (порівняйте іт., пров., кат. sella, фр. selle, ісп. silla).

### Семантика
Семантика народно-латинських лексем також сильно змінилася: mergere («занурюватися») > merge («йти»); familia («сім'я») > femeie («жінка, самка»).

### Вибір
Вибір лексики дако-романських мов з народно-латинського фонду в цілому носить класичний (консервативний) характер, зближаючи їх з іберо-романською і південно-італійською підгрупами, і протиставляючи більш інноваційним галло-романській і північно-італійській підгрупам.
| Консервативні мови | Консервативні мови | Латинське джерело | Інновативні мови             | Інновативні мови | Латинське джерело |
| Іспанська мова     | Румунська мова     | Латинське джерело | Тосканський діалект іт. мови | Французька мова  | Латинське джерело |
| ------------------ | ------------------ | ----------------- | ---------------------------- | ---------------- | ----------------- |
| día «день»         | zi                 | DIES              | giorno                       | jour             | DIVRNVM           |
| hermoso «красивий» | frumos             | FORMOSVS          | bello                        | beau             | BELLVS            |
| más «більш»        | mai                | MAGIS             | più                          | plus             | PLVS              |
| mesa «стіл»        | masă               | MENSA             | tavola                       | table            | TABVLA            |
| poner «класти»     | pune(re)           | PONERE            | mettere                      | mettre           | MITTERE           |

### Частотність
Відносна нечисленність народно-латинських лексем, однак, компенсується їхньою більшою частотністю в порівнянні з запозиченою лексикою.

## Слов'янський вплив на румунську
- Da < слов. да
- a citi < слов. читати
- a iubi < слов. любити

### Вплив української мови на румунську
Українська мова внаслідок асиміляції українського населення залишила незрівнянно більший відбиток, який не обмежився діалектами. До румунської мови увійшли різноманітні лексичні запозичення українського походження: boroană («борона»), a bili («біліти»), bihuncă («бігунки»), borş («борщ»), catrinţă («катринця»), caţaveică («кацавейка»), chisleag («кисляк»), cuşmă («кучма»), draniţă («драниця»), găluşcă («галушка»), horn («горн»), hrişcă («гречка»), hulub («голуб»), huludeţ («колодязь»), lan («лан»), motovelnic («мотовило»), năvoloacă («наволок»), orcic («орчик»), pocinoc («халепа», пор. починок), postoroncă («посторонка»), povidlă («повидло»), prichici («припічок»), rală («рало»), stative («стативи»), stodoala («стодола») та ін. Чимало українських елементів у румунській топоніміці, зокрема назви сіл на — ăuţi (з укр. -овці) та на -inţi (з укр. -інці). Досить вагомим є вплив українські антропоніміки на румунську, яка прийняла такі імена та прізвища, як Andreico, Antin, Bahnari, Bohdan, Bucioc, Bilaş, Borodaci, Buhai, Costin, Costea, Cudrea, Cupcici, Dobrotiri, Dohotari, Dolhici, Duma, Ivaşco, Ivanciuc, Malanca, Minco, Moroz, Rinie, Socolan, Steţco, Şirnenco, Varba, Vorona і т. ін.

## Адстрат
Грецького, турецького, угорського походження.